# Karangmalang (Pekalongan Timur)
Karangmalang is een bestuurslaag in het regentschap Pekalongan van de provincie Midden-Java, Indonesië. Karangmalang telt 2678 inwoners (volkstelling 2010).